# Jaméricourt
Jaméricourt ist eine französische Gemeinde mit 309 Einwohnern (Stand 1. Januar 2022) im Département Oise in der Region Hauts-de-France. Sie gehört zum Arrondissement Beauvais, zur Communauté de communes du Vexin Thelle und zum Kanton Chaumont-en-Vexin.

## Geographie
Die Gemeinde Jaméricourt liegt in der 
Landschaft Vexin français, acht Kilometer nordöstlich von Gisors und 21 Kilometer südwestlich von Beauvais.

## Einwohner
| Jahr                       | 1962 | 1968 | 1975 | 1982 | 1990 | 1999 | 2006 | 2012 | 2021 |
| -------------------------- | ---- | ---- | ---- | ---- | ---- | ---- | ---- | ---- | ---- |
| Einwohner                  | 83   | 68   | 75   | 92   | 166  | 200  | 240  | 313  | 316  |
| Quellen: Cassini und INSEE |      |      |      |      |      |      |      |      |      |

## Sehenswürdigkeiten

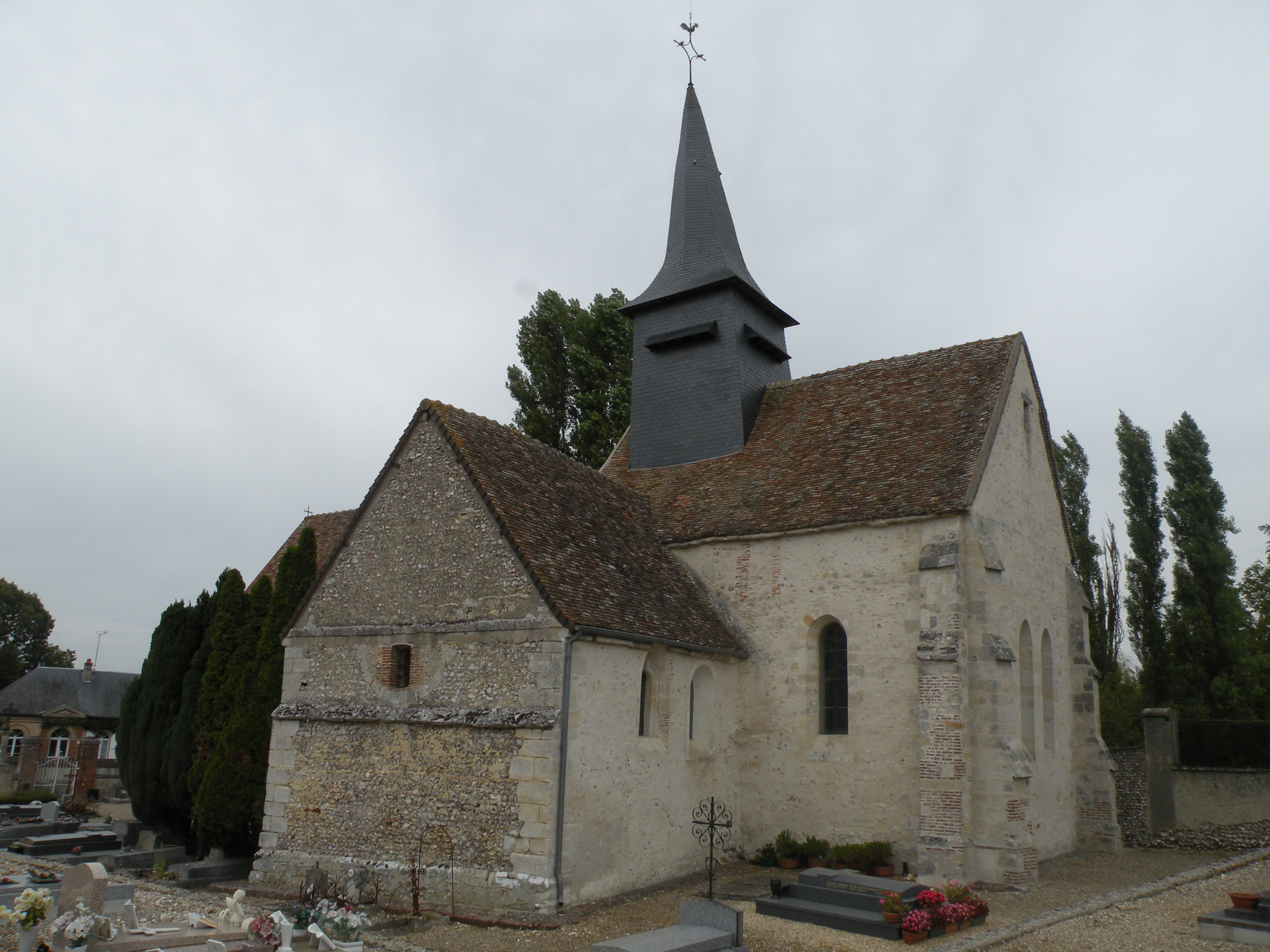
Kirche Saint-Martin
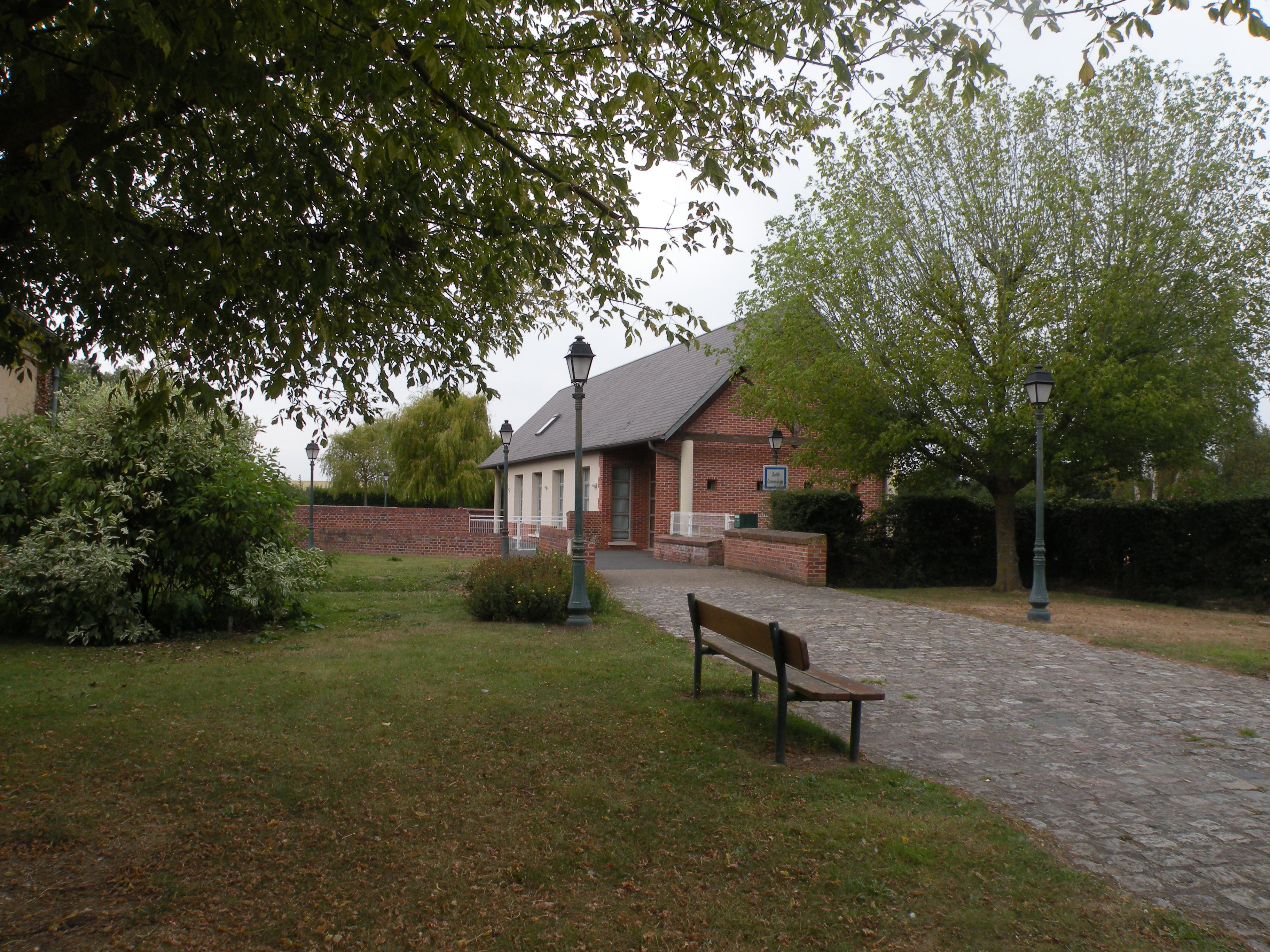
Gemeindefestsaal

- Kirche Saint-Martin
- Gemeindefestsaal